# Wapen van de Palts

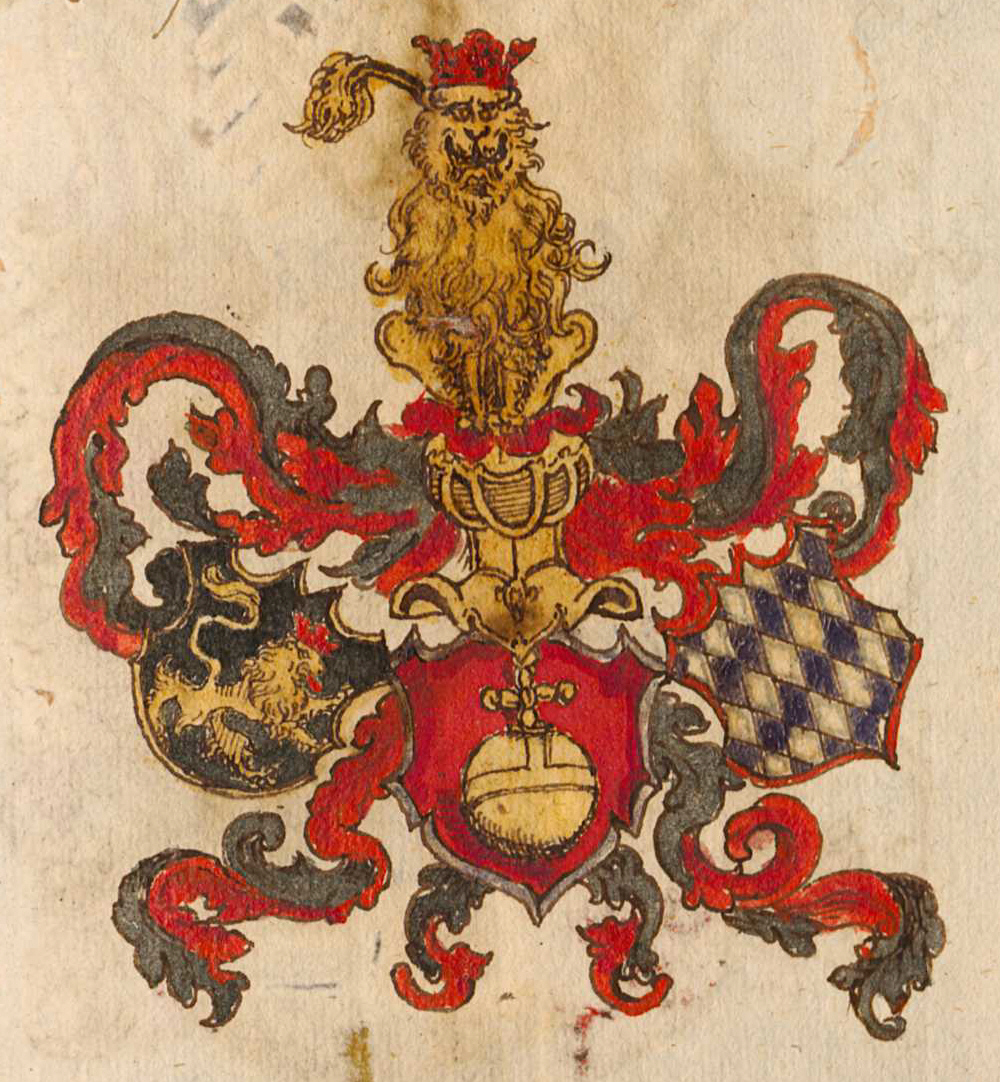
Het wapen van de Palts in 1594, onder keurvorst Frederik IV.

Het Wapen van de Palts was het heraldische symbool van het Paltsgraafschap aan de Rijn, een invloedrijk vorstendom in het Heilige Roomse Rijk. De belangrijkste elementen in het wapen waren de Paltische Leeuw (Een gouden leeuw, getongd, geklauwd en gekroond van keel op een veld van sabel) en de blauw-witte Beierse ruiten. Het wapen werd regelmatig uitgebreid, tot de Palts in 1803 verdeeld werd en als afzonderlijk land ophield te bestaan.

## Oorsprong van het wapen
De oudste afbeelding van de Paltische leeuw, uit ongeveer 1220, staat op het zegel van Lodewijk de Kelheimer, de eerste paltsgraaf uit het Huis Wittelsbach. Lodewijks zoon Otto II voerde rond 1240 voor het eerst een gekroonde leeuw op zijn zegel. Waarschijnlijk is de leeuw als symbool voor de Palts ouder en gaat het terug op paltsgraaf Hendrik, een zoon van Hendrik de Leeuw.
De kleuren van het wapen worden rond 1250 voor het eerst vermeld in een Latijns gedicht van Konrad von Mure: Ecce palatini Reni stat forma leonis, Ex auro, nigrum tamen hinc campum fore ponis. De eerste gekleurde afbeelding van het wapen is te vinden op de Zürcher Wappenrolle die is geschreven tussen 1335 en 1345.
De Beierse of Wittelsbachse ruiten werden in 1242 in het Beierse en Paltische wapen opgenomen. Oorspronkelijk was het het wapen van de graven van Bogen. Toen dit geslacht uitstierf werden zowel hun bezittingen als hun wapen door de Wittelsbachers overgenomen. De plaats van de Paltische leeuw en de ruiten in het wapen was in de Middeleeuwen niet vastgelegd.

Het oorspronkelijke wapen van de Palts tot 1242.
Het wapen van de Palts na 1242. Het wapen is gevierendeeld met de Paltische leeuw in het eerste kwartier.
Variant op het wapen van de Palts na 1242. Het wapen is gevierendeeld met de Beierse ruiten in het eerste kwartier.